# Banco de imagens
Bancos de imagens são serviços onde é possível obter imagens ou fotografias prontas para uso em trabalhos da área de design, publicidade e propaganda.
O conceito foi criado nos anos 90, e até hoje é muito usado por revistas, jornais, e por designers que precisam de imagens; porém é criticado por alguns profissionais, que consideram as imagens prontas "sem criatividade" e "sem personalidade".

## Serviços
Alguns desses serviços são royalty-free, ou seja, as fotos obtidas (tanto por compra quanto por download, nos serviços grátis) podem ser usadas diversas vezes. Outros requerem o pagamento de uma taxa cada vez que a imagem é usada, e há um limite de usos para a imagem.

## Clientes
São clientes tradicionais dos bancos de imagens, as editoras, agências de publicidade, departamentos de marketing e comunicação de empresas, jornais, revistas, empresas de web design e artistas gráficos, que usam fotografia de stock para suprir as necessidades dos seus trabalhos criativos. Hoje por conta da internet, micro empresários, profissionais liberais, membros de redes sociais virtuais e pessoas físicas surgem como novos clientes que atraem atenção dos contribuidores e distribuidores.